# ニュースかんさい発
ニュースかんさい発（ニュースかんさいはつ）は、2001年4月2日から2003年3月28日までに放送された、NHK大阪放送局のローカルワイドニュース番組。

## 概要
放送時間は平日の17時45分 - 18時59分。祝日は休止となり、大相撲・高校野球・国会開催時は、2001年度は18時00分、2002年度は18時10分開始に変更された。
それまでの「ニュースパークかんさい」を受け継ぐ形で始まったが、民放各局が夕方のニュースで行っているフライングスタートを逆手にとり、「夕方5時ですとっておき関西」のニュース・気象情報枠を吸収する形で、放送開始を17時台に繰り上げ、在阪局ではテレビ大阪の次に早く夕方のニュースが始まる編成とした。
番組は17時台に関西各地のニュースや話題（17時台休止の際は18時台冒頭に移動）、18時台は主要ニュースと特集、スポーツ情報、リレーニュース「かんさい情報交差点」、気象情報で編成された。また不定期で「（府県名）ウィーク」と題して、情報キャスターと近畿広域圏各放送局のアナウンサーが、大阪のスタジオを飛び出して各府県の観光スポットなどに特設スタジオを設けて、1週間に渡ってその府県の話題に特化した番組を行ったこともある。
2002年10月からは、それぞれの地域に密着した情報の強化の為、18時45分以降が各府県別の独自放送となり、12年半ぶりに関西各局独自のニュースが復活した。気象情報は大阪から伝えた（18:53 - 18:55）あと、各局が改めて各府県内の予報を放送。なおこの府県別放送は、2003年4月から『かんさいニュース1番』に継承・拡大されている。

## 出演者
| 期間 | 期間      | メイン       | メイン       | 情報キャスター1   | スポーツ   | 気象情報   |
| 期間 | 期間      | 男性         | 女性         | 情報キャスター1   | スポーツ   | 気象情報   |
| --- | --------- | ------------ | ------------ | ----------------- | ---------- | ---------- |
| 2001.4.2 | 2002.3.29 | 野村正育2・3 | （不在）     | 高橋優子 辻幸子   | 島津有理子 | 浅香のぶこ |
| 2002.4.1 | 2003.3.28 | 野村正育2・3 | 内藤裕子4・5 | 高橋優子 山田美鈴 | 塚原愛     | 水越祐一5  |
| - 1 隔週交代。 - 2 『ニュースパークかんさい』から続投。 - 3 不在時は岡野暁がリリーフ登板。 - 4 不在時は秋野由美子がリリーフ登板。 - 5 『かんさいニュース1番』（水越はさらに『ニューステラス関西』）も続投。 |           |              |              |                   |            |            |

| NHK大阪放送局 平日夕方ニュース | NHK大阪放送局 平日夕方ニュース | NHK大阪放送局 平日夕方ニュース |
| 前番組                         | 番組名                         | 次番組                         |
| ------------------------------ | ------------------------------ | ------------------------------ |
| ニュースパークかんさい         | ニュースかんさい発             | かんさいニュース1番            |